# Meng Guanliang
Meng Guanliang (Shaoxing, 24 de gener de 1977) és un esportista xinès que va competir en piragüisme en la modalitat d'aigües tranquil·les.
Va participar en dos Jocs Olímpics d'Estiu els anys 2004 i 2008, obtenint dues medalles d'or: una en l'edició d'Atenes 2004 i una en l'edició de Pequín 2008, ambdues en la prova de C2 500 m.

## Palmarès internacional
| Jocs Olímpics | Jocs Olímpics             | Jocs Olímpics | Jocs Olímpics |
| Any           | Lloc                      | Medalla       | Esdeveniment  |
| ------------- | ------------------------- | ------------- | ------------- |
| 2004          | Atenes ( Grècia)          | 1             | C2 500 m      |
| 2008          | Pequín ( R.P. de la Xina) | 1             | C2 500 m      |